# Філіп Вейл
Філіп Вейл  (англ. Philip Vaile, 16 серпня 1956) — британський яхтсмен, олімпійський чемпіон.

## Виступи на Олімпіадах
| Олімпіада | Дисципліна | Місце |
| --------- | ---------- | ----- |
| Сеул 1988 | Зоряний    | 1     |